# Montflovin
Montflovin – miejscowość i gmina we Francji, w regionie Burgundia-Franche-Comté, w departamencie Doubs.
Według danych na rok 2010 gminę zamieszkiwały 102 osoby, a gęstość zaludnienia wynosiła 30 osób/km².